# Прапор Сереховичів
Пра́пор Серехо́вичів затверджений 21 вересня 2006 року сесією Сереховичівської сільської ради. 
Автор проекту прапора  — А. Гречило.

## Опис
Квадратне полотнище, що складається із трьох горизонтальних смуг — зеленої і хвилястих білої та синьої, у співвідношенні 4:1:1. У верхній смузі — жовтий восьмираменний хрест із півмісяцем в основі, ріжками догори, який супроводжується обабіч білими грибами з жовтими шапками.